# Rete ferroviaria del Marocco

Mappa ferroviaria del Marocco.

La rete ferroviaria del Marocco è una tra le reti più sviluppate di tutta l'Africa ed ha una lunghezza pari a 2 067 km (dati del 2014). È gestita dall'Office National des Chemins de Fer (acronimo ONCF).
Consta di 1.489 km a binario unico e 578 km a doppio binario; 1.022 km di linee sono elettrificati a 3000 volt a corrente continua.

## Storia

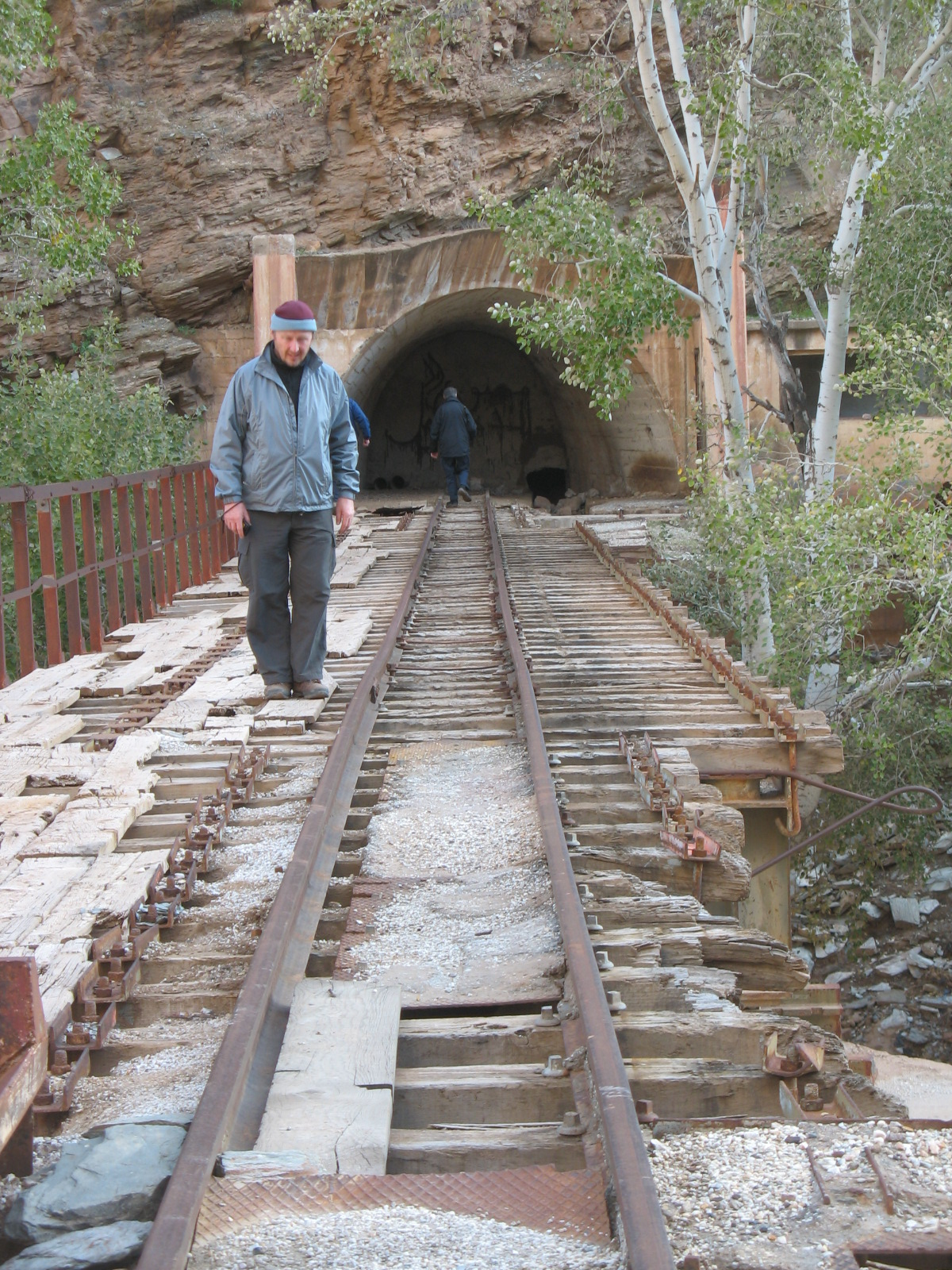
Vestigia di una vecchia ferrovia mineraria da 600 mm presso El Ahouli

### Prodromi
L'origine e lo sviluppo delle ferrovie in Marocco sono stati condizionati dalla complicata storia del paese e dagli scopi politici e militari dei vari periodi.
La prima ferrovia, nel Marocco del nord, venne costruita dagli spagnoli nel 1859 a scopo militare durante la guerra terminata con la firma del trattato di Tetuan il 26 aprile 1860. Venne però sospesa e rimossa entro il 1862. Nel 1887 il governo belga, allo scopo di inserire proprie strutture nel paese dove i mezzi di trasporto erano ancora rudimentali, incaricò l'ingegnere Legrand di progettare una piccola ferrovia; acquistata una piccola locomotiva dalla Krauss, nel mese di dicembre questi venne inviato a Meknès; il tutto venne offerto al sultano Moulay al-Hassan I dall'ambasciatore del Belgio, in presenza del Legrand. La manifestazione, condotta nel giardino di Agdal a Meknes, non convinse molto il sultano.
Alla fine del XIX secolo il Marocco si trovava in preda all'anarchia e nella guerra civile. Su pressione di molte personalità, la Francia iniziò ad interessarsi degli affari del paese, ma la cosa provocò tensioni con la Germania. In seguito alla Conferenza di Algeciras, con l'accordo del 7 aprile 1906, venne stabilito il controllo internazionale a predominanza francese e spagnola sul Marocco.

### Prime realizzazioni ferroviarie
Agli inizi del 1907 venne costruita una piccola linea a scartamento metrico a servizio del cantiere del porto di Casablanca con l'utilizzo di tre locomotive a vapore.
Il 30 luglio 1907 scoppiò una rivolta: sostenendo che il traffico ferroviario disturbava il riposo dei morti nel vicino cimitero, gli otto operai europei vennero assassinati dalla folla. L'episodio segnò l'inizio dei fatti di Casablanca che provocarono l'intervento armato delle truppe francesi e spagnole e in seguito l'istituzione di un protettorato francese sul Marocco.
Dal settembre 1907 al maggio 1908 il generale Albert d'Amade (1856–1941) organizzò le operazioni di pacificazione del paese, ma ciò richiedeva grandi convogli di rifornimenti che portarono alla costruzione di una ferrovia Decauville per motivi militari tra Casablanca e Berrechid. I lavori iniziarono nel maggio del 1908 e il 20 settembre erano terminati su una distanza di 40 miglia.
Era nata la prima linea a scartamento ridotto 600 mm in Marocco; conosciuta come la ferrovia di Chaouia.
Nello stesso periodo nacquero altri progetti, dato che le compagnie minerarie cercavano di stabilire migliori collegamenti di trasporto merci. La Compañía del Norte Africano realizzò una linea (a scartamento ridotto di 600 mm) tra Melilla e Nador nel 1909. Il 20 marzo 1909 la Compañía Española de Minas del Rif progettò una ferrovia a scartamento metrico tra il territorio spagnolo di Melilla e le concessioni minerarie sulle montagne, che entrò in servizio nel 1910. Ulteriori lavori su queste due linee minerarie furono fortemente rallentati dalle tribù del Rif.
L'apertura della ferrovia di Chaouia aveva suscitato molte speranze e se ne chiedeva la conversione a scartamento normale. Nel febbraio del 1911 vari industriali presentarono una petizione per la trasformazione della linea almeno a scartamento metrico, mentre il rappresentante dell'Unione delle miniere del Marocco presentò una proposta per costruire la linea Berrechid-Casablanca-Settat.
Venne previsto da parte spagnola di costruire una linea di 36 km a scartamento metrico Nador-Tiztoutine. I lavori iniziarono nel 1911 e una prima sezione Nador-Selouane fu inaugurata a dicembre 1912.
Altre linee Decauville vennero previste a scopo militare tra Casablanca, Fes, Kenitra, Rabat in seguito alle numerose operazioni militari.
Il trattato del 4 novembre 1911 che stabiliva il protettorato francese di fatto vietava qualsiasi costruzione di ferrovie normali, ma d'altra parte sarebbe stato in ogni caso difficile costruire una linea economica in un paese in perenne ribellione; vennero quindi realizzate solo due linee per rifornimenti a carattere militare, la cui costruzione fu rallentata dallo scoppio della guerra nel 1914, che furono aperte al servizio commerciale nei primi mesi del 1916. La congiunzione delle due avvenne nel 1921. La rete complessiva aveva raggiunto circa 1200 km di linee.

### Le prime ferrovie a scartamento normale
La Spagna nel 1912 previde la creazione di una linea a scartamento normale tra Larache e Ksar el-Kebir, la cui costruzione fu affidata a una società tedesca, ma il breve tratto non fu aperto prima del 1923. Il 27 novembre 1912 un protocollo franco-spagnolo pose le basi per la futura linea da Tangeri a Fes, concessa due anni dopo, la cui gestione venne data alla Compagnia franco-spagnola della ferrovia da Tangeri a Fez (TF) il 26 giugno 1916. L'ultima sezione fu inaugurata nel 1927.
Un'importante rete a scartamento normale fu studiata e concessa alla francese Società delle Ferrovie del Marocco (CFM) nell'agosto 1920. La sezione finale fu inaugurata nel 1936 e collegata alla rete algerina a Oujda, dando luogo ad una arteria di 2333 km che collegava tutti i possedimenti francesi in Nord Africa.
Ultima in ordine di tempo, la società Ferrovie del Marocco orientale (CMO) ebbe in concessione la linea Bouarfa-Oujda nel 1927.
Solo verso gli anni trenta, quindi, vennero realizzate ferrovie a scartamento normale.

### Le elettrificazioni
Il servizio, che inizialmente veniva svolto con trazione a vapore e locomotive a vapore di costruzione francese, dallo stesso periodo venne convertito a trazione elettrica a corrente continua a tensione di 3000 volt.
Poco adatte alle condizioni climatiche e orografiche del Nord Africa, le macchine a vapore ebbero vita effimera in Marocco.
Dal 1925 si optò per l'elettrificazione, con la prima linea nel 1927. Si proseguì fino al 1933, con l'eccezione della parte orientale della rete, interessata dal traffico pesante.
Alla fine degli anni trenta la rete da 600 mm scomparve, mentre la linea Nador-Tiztoutine fu definitivamente chiusa nel 1940. Le due linee spagnole continuarono a fornire un servizio pubblico da Ceuta a Tétouan e tra Larache e Ksar el-Kebir, gestite direttamente dallo stato spagnolo attraverso la Ferrocarriles Marruecos dal 1942. Lo sbarco anglo-americano in Nord Africa l'8 novembre 1942 causò distruzioni nella regione di Casablanca anche per l'uso intenso della rete per le operazioni militari. Nel dopoguerra, grazie agli aiuti americani, iniziò la dieselizzazione delle ultime linee con trazione a vapore e nel 1951 venne raddoppiata la tratta Casablanca-Nouaceur.

### Lo sviluppo nel dopoguerra
La gestione era affidata sostanzialmente a tre società private: CFM (Chemins de Fer du Maroc), CMO (Chemins de Fer du Maroc oriental) e TF (Tangeri-Fes). Successivamente all'indipendenza dalla Francia e dalla Spagna, il 5 agosto 1963 le compagnie CFM e CMMO vennero nazionalizzate e fuse nella ONCF; la TF rimase ancora per qualche anno indipendente.
L'aumento del traffico merci, in prevalenza di fosfati, portò alla decisione di raddoppiare il binario sulla linea Nouaceur - Khouribga: tra il 1957 e il 1958 entrò in funzione tra Nouaceur e Sidi El Aidi e tra il 1962 e il 1964 il tratto rimanente fino a Khouribga.
La Benguerir-Youssoufia-Safi fu elettrificata tra il 1982 e il 1984 in seguito alla rettifica di tracciato e al raddoppio di circa 30 km del percorso.
Il 21 maggio 1984 venne realizzato il raddoppio del binario tra Casablanca e Rabat e furono messi in funzione i treni rapidi TNR (Treni Rapides Navettes), soprannominati Aouita, con 14 partenze giornaliere nei due sensi.
Nel 1987 venne inaugurata una tratta di 102 km tra Nouaceur e Jorf Lasfar per creare un nuovo sbocco marittimo al traffico di fosfati; la tratta è poi stata trasformata a doppio binario nel 2007.
Nel 1992 venne inaugurato il collegamento ferroviario per l'aeroporto Mohammed V e un anno dopo il raddoppio del binario tra Salé e Kenitra, estendendovi la rete TNR.
Il raddoppio tra Sidi Kacem, Meknès e Fes, aperto tra il 2005 e il 2007, permise un miglioramento del traffico.
Nel 2008 fu aggiunto il tratto Sidi El Aidi - Settat integrandolo nella rete TNR.

### Nuove realizzazioni
Il 17 giugno 2009 il re Mohammed VI inaugurò la nuova linea ferroviaria Tangeri - Porto Tangeri Med di 45 km, con tre stazioni intermedie, che permette il collegamento alla rete nazionale del porto di Tanger Med. Nel luglio del 2009 Mohammed VI inaugurò un'altra linea tra Taourirt e Nador di 110 km, con origine nel porto di Beni Ensar, percorso sotterraneo di 3 km in galleria a doppio binario a Nador e attraverso le aree industriali della regione, con prolungamento verso sud a Taourirt e 7 stazioni: Beni Ensar, Nador ville, Nador sud, Selouane, Hassi Berkane, Ouled Rahou e Melg El Ouidane.
Nel giugno del 2010 fu inaugurata la nuova linea ferroviaria Sidi Yahya el Gharb - Mechra Bel Ksiridi, di 45 km, che permise di ridurre i tempi tra Casablanca e Tangeri di 1 h.
Il rinnovamento interessò anche il parco rotabili, incrementato e potenziato, portandolo agli standard della rete francese. Fu introdotto l'orario cadenzato dei treni in varie tratte e acquisiti numerosi treni bloccati di costruzione italiana, tipo TAF.
Dal 2013 entrò in funzione un TGV (Train à Grande Vitesse) per collegare Tangeri a Kenitra e fu anche il primo treno ad alta velocità del continente africano. La prima linea ad alta velocità del paese e dell'Africa, la Ligne Atlantique (Tangeri-Casablanca), fu inaugurata il 15 novembre 2018 dal re Mohammed VI e dal presidente francese Emmanuel Macron, in seguito a un protocollo d'intesa che era stato firmato il 23 ottobre 2007 tra il presidente francese Nicolas Sarkozy e i ministri competenti del Marocco per la costruzione della linea, i cui i cantieri furono aperti a partire dal 29 settembre 2011. La fornitura dei rotabili era stata aggiudicata alla Alstom con una commessa per la costruzione di 14 treni TGV Duplex.

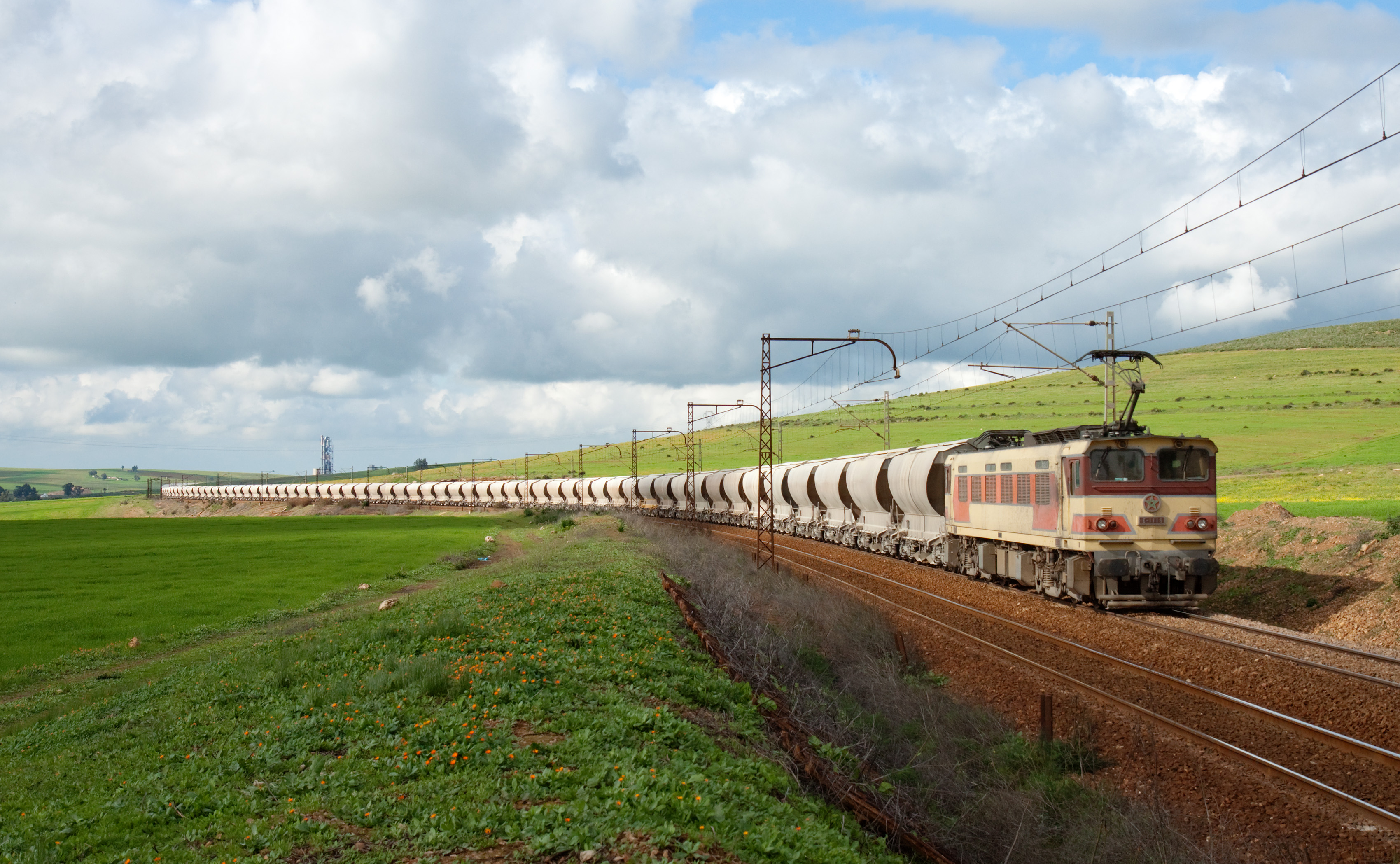
Treno merci di carri tramoggia per trasporto fosfati al traino di una locomotiva elettrica Hitachi E.1100 nei pressi di Tamdrost

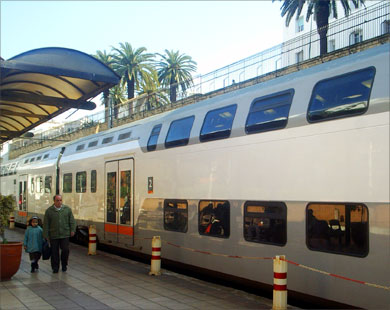
Moderno convoglio a due piani in sosta nella stazione principale di Rabat

I treni viaggiatori del Marocco si suddividono in quattro categorie:
- TNR (Train navette rapide), treno navetta veloce
- TGL (Train Grande Ligne), treno a lunga percorrenza
- TGV (Train Grande Vitesse), in esercizio dal 2013
- Al Bidaoui, treno in circolazione solo a Casablanca e collega la città all'aeroporto Internazionale Mohammed V

## Caratteristiche della rete
La spina dorsale della rete ferroviaria consiste di un asse principale di collegamento nord-sud che collega Oujda, a nord-est del paese con Marrakech a sud, attraversando Fes, Kenitra, Rabat e Casablanca. Altre linee-antenna raggiungono Tangeri, Nador, Oued Zem, El Jadida e Safi. Oltre 1.000 km di ferrovia sono elettrificati a corrente continua a 3.000 volt.
Il programma di sviluppo del sistema ferroviario del Marocco prevede sia progetti per nuove linee standard (2.743 km), sia per linee ad alta velocità (1.500 km). Nelle linee ad alta velocità verranno usati treni e sistemi di tipo francese tipo TGV che dovrà collegare Tangeri, Rabat, Casablanca, Marrakech, Agadir, Fès e Oujda.
Notevole è anche il trasporto merci su rotaia, in particolare quello riguardante il trasporto dei fosfati nei porti marocchini sull'oceano Atlantico.
Gli impianti di deposito e officina sono due: Casablanca (trazione elettrica) e Meknès (trazione diesel). Altri impianti per la manutenzione corrente si trovano a Marrakech, Oujda, Sidi Kacem, Rabat e Fès.

### Linee ferroviarie

#### Linee attuali
- Tangeri–Casablanca
- Casablanca–Marrakech
- Sidi el Aidi–Oued Zem
- Safi–Benguerir
- Taourirt–Nador
- Tangeri–Oujda
- Tangeri–Porto Tangeri Med

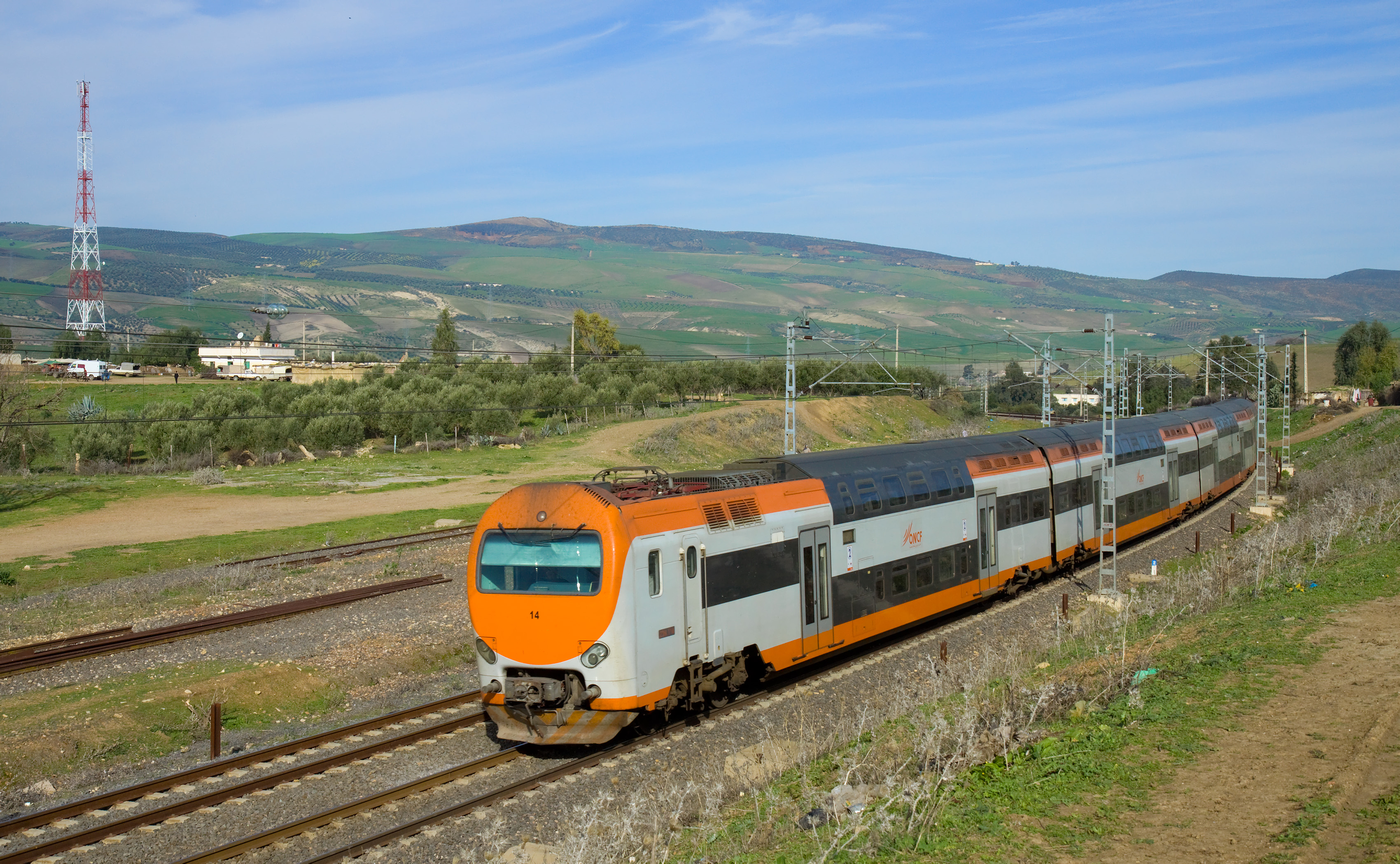
Treno nella tratta tra Sidi Kacem e Meknès.

- Oujda–Bouarfa (solo per traffico merci)

#### Linee ad alta velocità attuali
- Ligne Atlantique (Tangeri-Casablanca)

#### Linee in progetto
- Tangeri-Tetouan
- Rabat-Meknès (via Khemisset)
- Khouribga-Beni Mellal
- Marrakech-Essaouira
- Safi-Essaouira
- Essaouira-Agadir
- Agadir-Laayoune

#### Linee ad alta velocità in progetto
- Ligne Atlantique (Casablanca-Agadir)
- Ligne Maghrébine (Rabat-Oujda)

### Treni e rotabili per trasporto viaggiatori

#### Treno navetta veloce (TNR)
Il treno navetta veloce, meglio conosciuto come TNR o Aouita, è un treno appartenente alla ONCF e collega la città di Casablanca a Kenitra con una frequenza di un treno ogni mezz'ora in ogni senso dalle 6:00 alle 9:30.
Successivamente i treni TNR sono stati inseriti anche nelle tratte Casablanca-El Jadida e Casablanca-Aeroporto di Casablanca-Mohammed V.

#### Treno a grande percorrenza
Questi sono stati i primi treni ad entrare in servizio nel Paese.

#### Treno a grande velocità

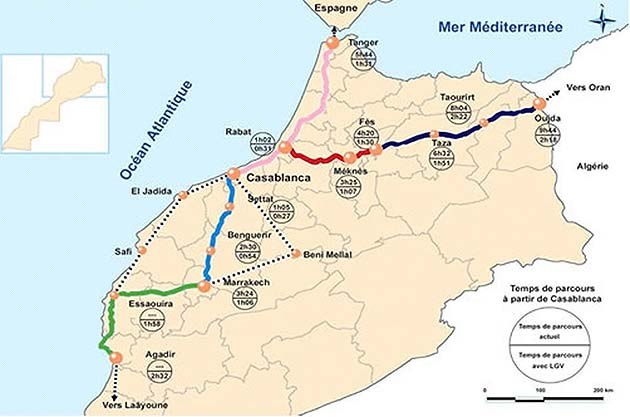
L'alta velocità pianificata per la realizzazione entro il 2035.

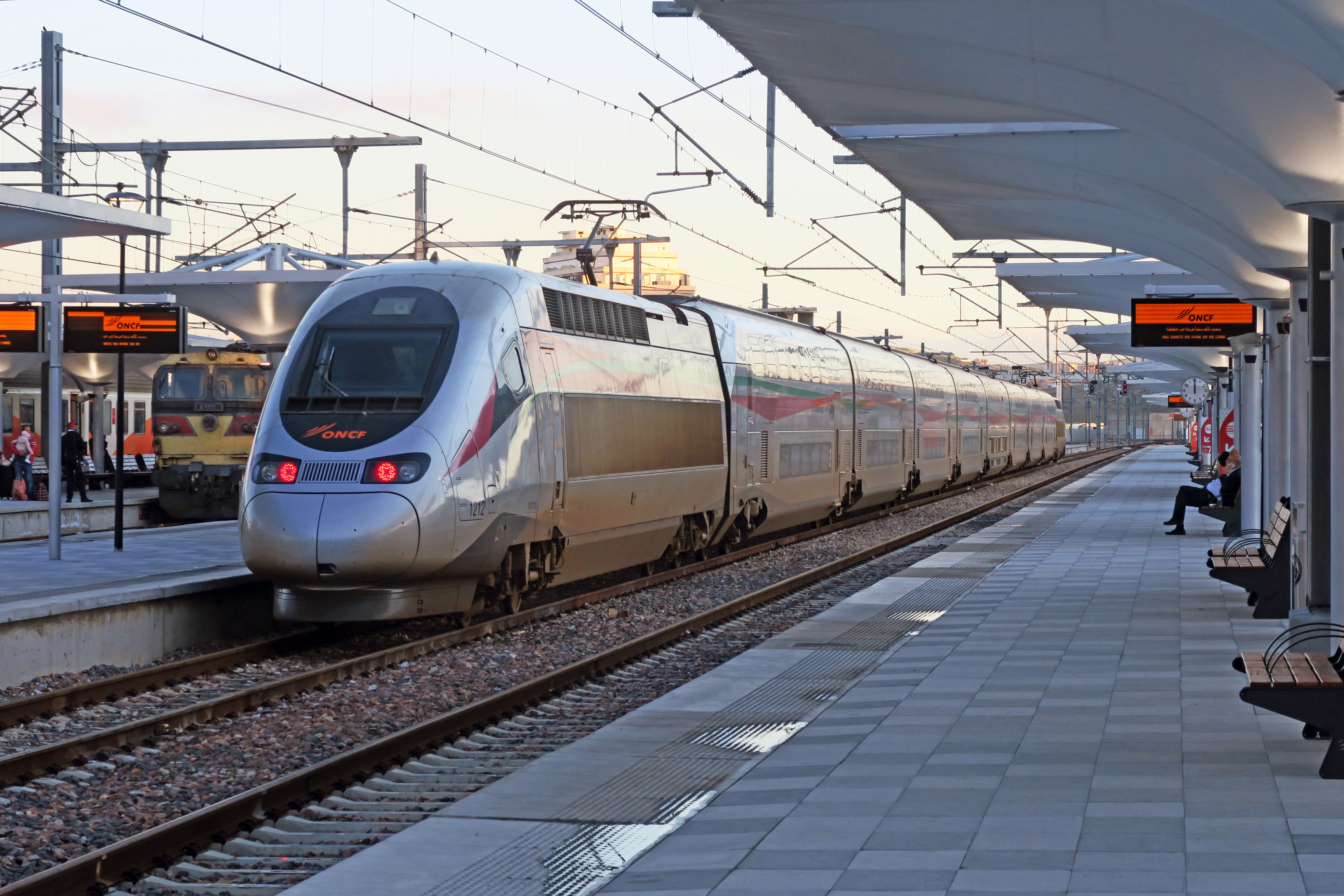
Treno ad alta velocità Al Boraq RGV2N2 nella stazione di Tangeri-Ville.

Nel novembre 2018 è stata inaugurata la prima linea ad alta velocità del paese e dell'Africa, su cui viaggiano i TGV di produzione francese, la Ligne Atlantique, che collega le città di Tangeri e Casablanca.
Mentre sono in fase di progetto nuove linee ad alta velocità:
- il prolungamento della Ligne Atlantique da Casablanca fino ad Agadir, passando per Marrakech ed Essaouira, entro il 2035[7];
- Ligne Maghrébine: collegherà le città di Rabat e Oujda, passando per Meknès e Fès, entro il 2035[8].

Per questi progetti sarà necessario un investimento di oltre 100 miliardi di dirham (circa 10 miliardi di euro).

#### Al Bidaoui
Al Bidaoui è un treno che collega Casablanca e le sue periferie. L'intervallo di tempo è di un treno ogni ora fra le 4:00 e 12:00 in partenza dall'aeroporto. Il tragitto è di 32 km e la linea è stata inaugurata nel 2002.

#### Bouregreg
Il Bouregreg è un servizio ferroviario al servizio di Rabat e le sue periferie. Rappresenta un'alternativa ai taxi di gruppo. Il servizio è in funzione dalle 5:00 alle 22:00 con la frequenza di un treno ogni 15 minuti.

## Rete tranviaria
L'inaugurazione, il 18 maggio 2011, del nuovo Ponte Hassan II tra le città di Rabat e Salé alla presenza del re Mohammed VI ha permesso l'attivazione del servizio tranviario Rabat-Salé. Dal 23 maggio 2011 ha avuto inizio il servizio regolare di passeggeri della linea 1.
La seconda rete tranviaria è stata inaugurata a Casablanca nel 2012, mentre è in fase di studio la realizzazione a Marrakech, Fès, Meknès, Tangeri, Agadir e Nador.

## Stazioni
- Stazioni ferroviarie del Marocco